# Antoni Cànovas i Lapuente
Antoni Cànovas i Lapuente (Múrcia, 1920 - 7 d'agost de 2018) va ser un nedador català i un combatent antifeixista que havia de participar en l'Olimpíada Popular del 1936.

## Biografia
Nedador del Club Natació Barceloneta, havia de competir a l'Olimpíada Popular, juntament amb el seu germà Alfons. El 18 de juliol del 1936, mentre els germans Cànovas s'entrenaven fent moviments gimnàstics a Montjuïc, els van avisar de la insurrecció militar al Marroc, que va obligar a suspendre les Olimpíades.
Canovas fou un combatent antifeixista, que el juliol de 1936 es va allistar a l'exèrcit republicà i va lluitar a Mallorca, al front d'Aragó i en la defensa de Madrid, i es va exiliar a França el 1939 després de travessar la frontera catalana per anar a parar al camp d'Argelers. Des de l'exili va col·laborar amb el Partit Comunista des de França i el Marroc, on va passar per la presó, abans de tornar a Catalunya el 1962.

## Reconeixement
El 2016 va ser el protagonista, juntament amb el seu germà Alfons, de l'acte de commemoració dels 80 anys de l'inici de la Guerra Civil que la Generalitat de Catalunya va organitzar al Palau de la Música Catalana. El 2017 va formar part de la cerimònia d'homenatge a l'Olimpíada Popular del 1936 que es va celebrar a Montjuïc, presidit per l'aleshores conseller d'Afers Exteriors, Relacions Institucionals i Transparència, Raül Romeva.